# Economía de la República del Congo
La economía de la República del Congo es una mezcla de caza de subsistencia y agricultura con un sector industrial basado principalmente en la exportación de petróleo y servicios de apoyo, además de los gastos gubernamentales. El petróleo ultrapasó la extracción maderera como el principal producto de la economía, y es actualmente responsable por la mayoría de las rentas del gobierno y de las exportaciones.
Cada vez más no se desperdicia el gas natural con la quema, sino es utilizado para producir electricidad. Nuevos proyectos de minería, especialmente hierro, que pueden empezar a producir en finales de 2013, pueden añadir US$1 mil millones en el presupuesto anual del gobierno.
Esfuerzos de reforma económica fueron llevados a cabo con el apoyo de organismos internacionales, especialmente el Fondo Monetario Internacional y el Banco Mundial, incluidas las consultas del Artículo IV recientemente concluidas. El presidente Denis Sassou-Nguesso, que volvió al poder después del término de la guerra civil, en octubre de 1997, expresó públicamente su voluntad de proseguir las reformas económicas y privatizaciones, además de renovar la cooperación con instituciones financieras internacionales. El progreso económico fue severamente afectado con la caída de los precios internacionales del petróleo y con la reanudación del conflicto armado en diciembre de 1998, que empeoraron el déficit presupuestario de la república.

## Datos macroeconómicos
- PIB - Producto Interior Bruto (2004): 4.800 millones de $ USA.
- Paridad de poder adquisitivo (2004): N.D.
- PIB - Per capita: 1.265 $ USA.
- Paridad del poder adquisitivo Per cápita (2004): N.D.
- Inflación media anual (2004): 1,5%.
- Deuda externa aprox. (2004): N.D.
- Reservas (2004): 41 millones de $ USA.
- Importaciones (2004): 697 millones de $ USA.

- Principales países proveedores: Francia, Estados Unidos e Italia.
- Principales productos de importación: Refinados de petróleo.

- Exportaciones (2004): 2007 millones de $ USA.

- Principales países clientes: China, Corea del Sur y Estados Unidos.
- Principales productos de exportación: Petróleo (84% del total de exportcaiones), y madera.

Estructura del PIB en 2004:
Distribución por sectores económicos del PIB total:
Agricultura, Silvicultura y Pesca: 7%.
Industriay construcción: 64%.
Industrias manufactureras y minería: N.D.
Servicios: 29%.
- Población activa (2003): 1,5 millones de personas.
- Tasa de desempleo (2004): N.D.
- Población por debajo del nivel de pobreza (2004): N.D.

- (N.D.): No disponible.